# Eddie Kidd
Edward 'Eddie' Kidd (ur. 22 czerwca 1959 w Londynie) – brytyjski kaskader motocyklowy i dubler filmowy. 15 czerwca 2012 został uhonorowany Orderem Imperium Brytyjskiego, przyznawanym obywatelom brytyjskim, którzy przyczynili się do rozsławienia Wielkiej Brytanii na całym świecie.
Jako dwunastolatek wykonał pierwszy skok na motocyklu, w wieku 14 lat zadebiutował jako profesjonalista (za występ otrzymał honorarium wysokości 5 funtów). W swojej karierze wykonał ponad 3000 skoków, a do najbardziej spektakularnych należą: skok nad 13. autobusami piętrowymi w 1975, skok nad 14. autobusami piętrowymi (58 metrów) w 1978 (oba skoki były kolejnymi rekordami świata), skok nad Murem Chińskim (43 m szerokości) w 1993, wiele skoków bez rąk, z których niektóre były kolejnymi rekordami świata.
W wieku 18 lat wystąpił jako dubler Harrisona Forda w filmie Petera Hyamsa Hanover Street (skok ok. 50 metrów). Dublował też Vala Kilmera w komedii Ściśle tajne (1984), w serialu ITV Dempsey i Makepeace na tropie (1986), Timothy'ego Daltona w filmie z cyklu przygód Jamesa Bonda W obliczu śmierci (1987), Michaela Caine'a w komedii Strzał w dziesiątkę (Bullseye!, 1990) i Pierce'a Brosnana w GoldenEye (1995).
Kariera Eddiego Kidda trwała do 1996, kiedy w czasie skoku uległ wypadkowi spadając z sześciometrowego urwiska. Doznał poważnych obrażeń mózgu, czego konsekwencją jest częściowy paraliż i poważne zaburzenie mowy.
Był żonaty z Debbie Ash i Sarah Carr, kelnerką klubu dla dorosłych Stringfellows, z którą miał jedno dziecko. W 2004 związał się z modelką Samanthą Kirli, z którą się ożenił w 2007. W grudniu 2012 doszło do separacji. W sierpniu 2013 Kirli została skazana za napaść na Kidda na pięć miesięcy więzienia i otrzymała zakaz zbliżania się do niego.